# Джакомо Брезадола
о. Джакомо Брезадола (італ. Giacomo Bresadola; 14 лютого 1847, Ортізе біля Меццани — 9 червня 1929, Тренто) — італійський міколог, священник.

## Біографія
Джакомо Брезадола народився 14 лютого 1847 року в Ортізе біля Меццани, у той час у складі Австрійської імперії.
З дитинства Джакомо цікавився ботанікою. Навчався в початковій школі в Меццані, потім деякий час навчався у свого дядька-священника в Клоці. Після цього Брезадола вступив до технічного інституту Роверето. Через декілька років перейшов у духовну семінарію в м. Тренто. Потім о. Брезадола служив священником у Базельга-ді-Піне, Ронченьо-Терме і Мале. Протягом п'яти років був вікарієм у Маграсі. У цей час він познайомився з ботаніком Франческо Амброзі , бріологом Густаво Вентурі і деякими італійськими мікологами. П'єр Андреа Саккардо познайомив Брезадолу з французькими вченими Люсьєном Келі і Емілем Будьє. Брезадола вів переписку з майже 400 вченими. Нині переписку о. Брезадоли зберігають у Вашингтонському університеті. З 1881 по 1892 роки видавали книгу о. Джакомо Fungi tridentini novi vel novum vel nondum delineati. У 1884 році Брезадола став вікарієм в Тренто. Брезадола працював в Італійському ботанічному товаристві і Музеї природної історії Тренто. У 1910 році він пішов на пенсію. Після Першої світової війни був змушений продати частину свого гербарію. У 1927 році він став почесним доктором Падуанського університету. У тому ж році йому було присвоєно Орден Корони Італії.
Джакомо Брезадола помер 9 червня 1929 року в м. Тренто.

## Вшанування
- Agaricus bresadolanus Bohus, 1969
- Amanita bresadolana Neville & Poumarat, 2004
- Boletus bresadolae Quél., 1881 [syn.  Suillus bresadolae (Quél.) Gerhold, 1985]
- Cenangium bresadolae Rehm, 1888 [syn.  Encoeliopsis bresadolae (Rehm) J.W.Groves, 1969]
- Clavaria bresadolae Quél., 1888 [syn.  Mucronella bresadolae (Quél.) Corner, 1970]
- Corticium bresadolianum Sacc. & Trotter, 1912 [syn.  Tomentellopsis bresadolana (Sacc. & Trotter) Jülich & Stalpers, 1980]
- Inocybe bresadolae Massee, 1904
- Lactarius bresadolanus Singer, 1942
- Lyophyllum bresadolanum E.Ludw., 2001
- Mycena bresadolana Robich & Neville, 1997
- Ramularia bresadolae U.Braun, 1991
- Sclerotinia bresadolae Rick, 1900 [syn.  Ciborinia bresadolae (Rick) J.T.Palmer, 1992]
- Trametes bresadolae Ryvarden, 1988
- Tricholoma bresadolanum Clémençon, 1977